# Армавирский государственный педагогический университет
Армавирский государственный педагогический университет (АГПУ) — высшее учебное заведение в Армавире. Основан в 1923 году.
Полное название — федеральное государственное бюджетное образовательное учреждение высшего образования «Армавирский государственный педагогический университет».

## История
Армавирский государственный педагогический университет — одно из старейших учебных заведений Юга России, осуществляющее профессиональное педагогическое образование.
Профессиональное педагогическое образование началось в 1923 году, когда по решению Народного комиссариата просвещения, был создан Армавирский педагогический техникум. В 1932 году в педагогическом техникуме было открыто ассирийское отделение, первый выпуск которого состоялся в 1936 году. На базе Армавирского педагогического техникума были организованы и краткосрочные курсы по переподготовке ассирийских учителей.
В период временной оккупации Армавира войсками Нацистской Германии с августа 1942 по январь 1943 года педагогический техникум не функционировал. В 1944 году техникум был переименован в Армавирское педагогическое училище. С 1 сентября 1948 года на базе училища открывается Армавирский учительский институт. Приказом министерства Просвещения от 27 июля 1948 г. первым директором Армавирского УИ назначен Яровой В. С., ранее исполнявший обязанности заведующего Педагогическим училищем.
Постановлением Совета Министров РСФСР от 26 июня 1954 года № 954 учительский институт был реорганизован в Армавирский государственный педагогический институт.
В 50—60 годы XX века АГПИ становится научно-методическим центром страны для учителей-математиков. Доцентом Н. Н. Шоластером была издана книга «Элементарная геометрия» (краткий курс для студентов-заочников педагогических институтов) тиражом 20 тысяч экземпляров. В 1958—1959 годах известный советский и современный российский марксист Р. И. Косолапов преподавал в Армавирском педагогическом институте. В 1961 году кандидатом физико-математических наук, доцентом АГПИ М. Я. Цыркиным было подготовлено пособие для студентов физико-математических факультетов педагогических институтов — «Краткий курс теории функций комплексного переменного» тир. 10 тысяч экземпляров. По книгам учёных Армавирского педагогического института Н. Н. Шоластера и М. Я. Цыркина обучалось не одно поколение студентов педагогических вузов страны.
ВУЗ имел различные статусы: институт, академия (АГПА), а с 2015 года возвращён статус университета (АГПУ).
В настоящее время продолжает традиции своих учителей профессор АГПУ С. Г. Манвелов, который издал «Задания по математике на развитие самоконтроля учащихся: пособие для учителей», тиражом 30 тысяч экземпляров и «Конструирование современного урока математики: пособие для учителей» тиражом 20 тысяч.
АГПУ активно участвовал в международных проектах Министерства просвещения РСФСР. Об авторитете института говорит тот факт, что в течение более десяти лет, с 1984 по 1995 год, при факультете русского языка и литературы существовало туркменское отделение, которое было единственным в стране. За время существования национального отделения было подготовлено значительное количество высококвалифицированных специалистов для Туркмении. Некоторые из выпускников этого отделения стали ведущими преподавателями в ВУЗах своей страны.

## Структура
Список факультетов и институтов АГПУ по состоянию на 2018—2019 учебный год:
- Институт прикладной информатики, математики и физики
- Исторический факультет
- Социально-психологический факультет
- Факультет дошкольного и начального образования
- Институт русской и иностранной филологии
- Факультет технологии, экономики и дизайна
- Научно-исследовательский институт развития образования

## Ректоры
- Василий Степанович Яровой (1948—1950),
- Сергей Николаевич Курочкин (1950—1951),
- Яков Михайлович Сёмкин (1951—1954),
- Иван Константинович Воблов (1954—1957),
- Иван Борисович Алещенко (1957—1959),
- Николай Никитович Карлов (1959—1961),
- Константин Александрович Новиков (1961—1964),
- Василий Алексеевич Артюшин (1964—1966),
- Евгений Евпатьевич Семенкин (1966—1972),
- Григорий Ермолаевич Жиляев (1972—1981),
- Василий Иванович Тульчий (1981—1987),
- Владимир Тимофеевич Сосновский (1987—2009)[1],
- Альбина Магаметовна Гатиева (2009—2010),
- Нелли Гавриловна Дендеберя (и. о., 2010—2011)[1]
- Амбарцум Робертович Галустов (2011—2022)[7],
- Евгений Алексеевич Нижник (и. о., 2022—н.в.).